# Mateo Valero
Mateo Valero Cortés (*  1952 in Alfamén) ist ein spanischer Computeringenieur. Er ist Professor an der Technischen Universität Kataloniens (UPC) und Gründer (2004) und Direktor des Barcelona Supercomputer Center (BSC).

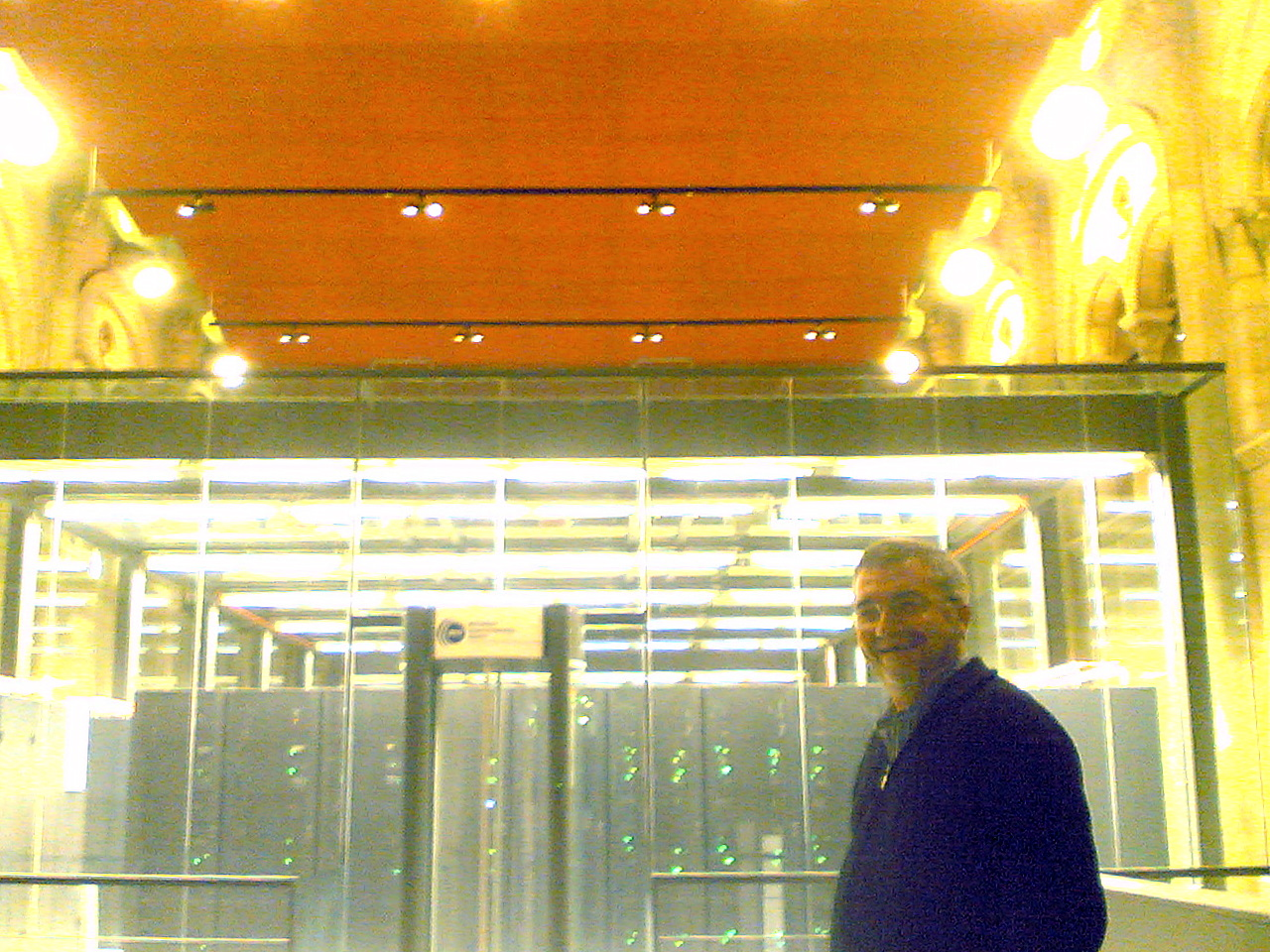
Mateo Valero mit dem MareNostrum

Valero studierte Elektrotechnik (Telekommunikation) an der Technischen Universität Madrid mit dem Abschluss 1974 und ging danach an die UPC, an der er 1980 promoviert wurde und wo er 1983 eine volle Professur erhielt.
Er war Gastprofessor am ENSIMAG, der Universität Grenoble und der University of California, Los Angeles.
Am Barcelona Supercomputer Center leitete er den Bau des MareNostrum Supercomputers, der auf IBM Power PCs basiert und 63 Teraflops erreicht und in einer umgebauten Kirche installiert ist. Das BSC war auch an der Entwicklung des Cell Prozessors von IBM beteiligt.
1990 bis 1995 gründete und leitete er das europäische Zentrum für Parallelrechner in Barcelona (CEPBA) und 2000 bis 2004 leitete er das CIRI (ein Forschungszentrum von CEPBA und IBM). 2004 gründete er das von ihm geleitete BSC, das nationale Zentrum für Supercomputer in Spanien.
2007 erhielt er den Eckert-Mauchly Award für seine herausragende Führungsrolle im Aufbau eines weltweit beachteten Forschungszentrums für Computerarchitektur, für grundlegende Leistungen im Bereich Vektorrechner und Multithreading und für Pionierleistungen bei neuen Methoden für Parallelrechnen auf Instruktions-Ebene. Für 2015 wurde ihm der Seymour Cray Computer Engineering Award zugesprochen.
1994 war er eines der Gründungsmitglieder der Königlich Spanischen Ingenieursakademie. 2009 wurde er zum ordentlichen Mitglied der Academia Europaea gewählt.